# HNLMS Brinio
Le HNLMS Brinio ou Hr.Ms. Brinio était une canonnière, navire de tête de la classe Brinio de la Koninklijke Marine (Marine royale néerlandaise) qui a servi pendant la Première et Seconde Guerre mondiale.

## Construction
La quille du Brinio a été posé le 16 octobre 1911 au chantier naval Rijkswerf de Amsterdam. Il a été mis à l'eau le 12 août 1912. Le 8 septembre 1914, il est mis en service dans la marine néerlandaise.

## Histoire
Les Pays-Bas étant un pays neutre, le Brinio n'a pas participé de manière active à la Première Guerre mondiale.

### Seconde Guerre mondiale
Le Brinio, ainsi que son navire-jumeau (sister ship) le Friso et les dragueurs de mines: le Abraham van der Hulst et le Pieter Florisz ont été ajoutés à la flottille de l'IJsselmeer dans les jours de mai 1940, qui était destinée à empêcher les forces allemandes de traverser l'IJsselmeer.
Le 12 mai, le Brinio a été attaqué par trois bombardiers allemands et aucun coup direct n'a été encaissé. Les dégâts causés par les bombes tombées à proximité étaient si graves que le Brinio a dû aller à Enkhuizen pour être réparé. Après avoir bouché les trous avec du ciment et du bacon, le Brinio était prêt à reprendre la mer dans la matinée du 14 mai. Ce 14 mai, le Brinio a reçu l'ordre de quitter l'IJsselmeer à Den Oever et de se rendre au Royaume-Uni. Mais une fois que le Brinio a été abattu à Den Oever, le navire a reçu l'ordre de retourner à Enkhuizen. À son arrivée à Enkhuizen, le Brinio a reçu l'ordre de naviguer jusqu'à Edam et là, le navire devrait  être sabordé, mais comme il faisait nuit entre-temps, il a été décidé de couler le Brinio dans le port d'Enkhuizen par son équipage.
Il est renfloué le 12 octobre 1942 et mis à la ferraille.